# Луайоте
Луайоте (фр. Îles Loyauté) або Лоялті (англ. Loyalty Islands) — група коралових островів у Тихому океані, за 100 км на північний схід від Гранд-Терр. Площа 1981 км². Населення — близько 18 тис. чол.
Територія зайнята в основному тропічними лісами і плантаціями кокосової пальми. До складу групи входять острови: Ео, Увеа, Ліфу, Маре. Острови Луайоте разом із Гранд-Терр входять до складу Нової Каледонії — заморського володіння Франції з особливим статусом. 
Назва Лоялті сходить до часів спільного англо-французького володіння, тепер застаріла[джерело?].